# Paweł Czapiewski
Paweł Czapiewski (Stargard, 30 marzo 1978) è un ex mezzofondista polacco.

## Palmarès
- Mondiali

Edmonton 2001: bronzo negli 800 m piani;
- Europei indoor

Vienna 2002: oro negli 800 m piani;
- Giochi della Francofonia

Ottawa-Gatineau 2001: oro nei 1500 m piani;

## Altre competizioni internazionali
2001
- Coppa Europa di atletica leggera ( Brema)